# Caroloameghínids
Els caroloameghínids (Caroloameghiniidae) són una família de metateris prehistòrics que visqueren a Sud-amèrica durant el Paleogen. Se'ls classifica dins l'ordre dels polidolopimorfs, tot i que alguns autors han suggerit que podrien pertànyer al grup dels opòssums rata.